# Floyd (30 Rock)
"Floyd" é o 16.° episódio da quarta temporada da série de televisão de comédia de situação norte-americana 30 Rock, e o 74.° da série em geral. Foi realizado por Millicent Shelton e teve o seu enredo escrito por Paula Pell, uma das produtoras da temporada. O episódio contou com participações especiais de Cheyenne Jackson e Jason Sudeikis, que retornaram ao episódio para interpretar as suas respetivas personagens, enquanto as estrelas convidadas Meredith Vieira, Kathie Lee Gifford, Lester Holt e Hoda Kotb desempenharam versões fictícias de si mesmas. Kristin McGee também fez uma participação especial, enquanto imagens de arquivo do político e empresário Donald Rumsfeld foram também exibidas em "Floyd". Nos Estados Unidos, a transmissão original de "Floyd" ocorreu através da rede de televisão National Broadcasting Company (NBC) na noite de 25 de Março de 2010. De acordo com o sistema de mediação de audiências Nielsen Ratings, aquela emissão foi assistida por uma média de 6 milhões e 252 mil agregados familiares, e foi-lhe atribuída a classificação de 2,9 e 8 de share entre os telespectadores pertencentes ao perfil demográfico dos 18 aos 49 anos de idade.
No episódio, Liz Lemon (interpretada por Tina Fey) está esperançada que a visita de Floyd DeBarber (Sudeikis) à Cidade de Nova Iorque e o seu convite para jantarem signifiquem um reacender do seu romance passado. No entanto, as suas esperanças são frustradas quando Floyd revela que está noivo de uma instrutora de "yogaeróbica." Entretanto, os guionistas do TGS with Tracy Jordan (TGS) pregam uma partida em Jack "Danny" Baker (Jackson), e o executivo Jack Donaghy (Alec Baldwin) ajuda-o a se vingar. Simultaneamente, Tracy Jordan (Tracy Morgan) e Jenna Maroney (Jane Krakowski) dão por si a ser assombrados por sonhos bizarros e perturbadores sobre o estagiário Kenneth Parcell (Jack McBrayer), depois de passarem demasiado tempo a ouvir as suas histórias, o que as leva a conceber um plano para pararem de sonhar com ele.
De um modo geral, os críticos especialistas em televisão do horário nobre partilharam um sentimento de deceção com "Floyd", expressando a opinião de que não correspondeu às expectativas e pareceu um ato desnecessário de encerramento da relação de Liz e Floyd. Sentiram que o episódio não conseguiu recapturar o charme e a química das anteriores aparições da personagem-título e ficaram frustrados com o retrato repetitivo e duro da vida amorosa de Liz. Apesar de alguns momentos cómicos, como a guerra de partidas entre Jack e os argumentistas, terem sido apreciados, os críticos constataram que o episódio esforçou-se por misturar histórias relacionáveis com as palhaçadas do seriado, o que resultou num tom desconexo.

## Produção e desenvolvimento

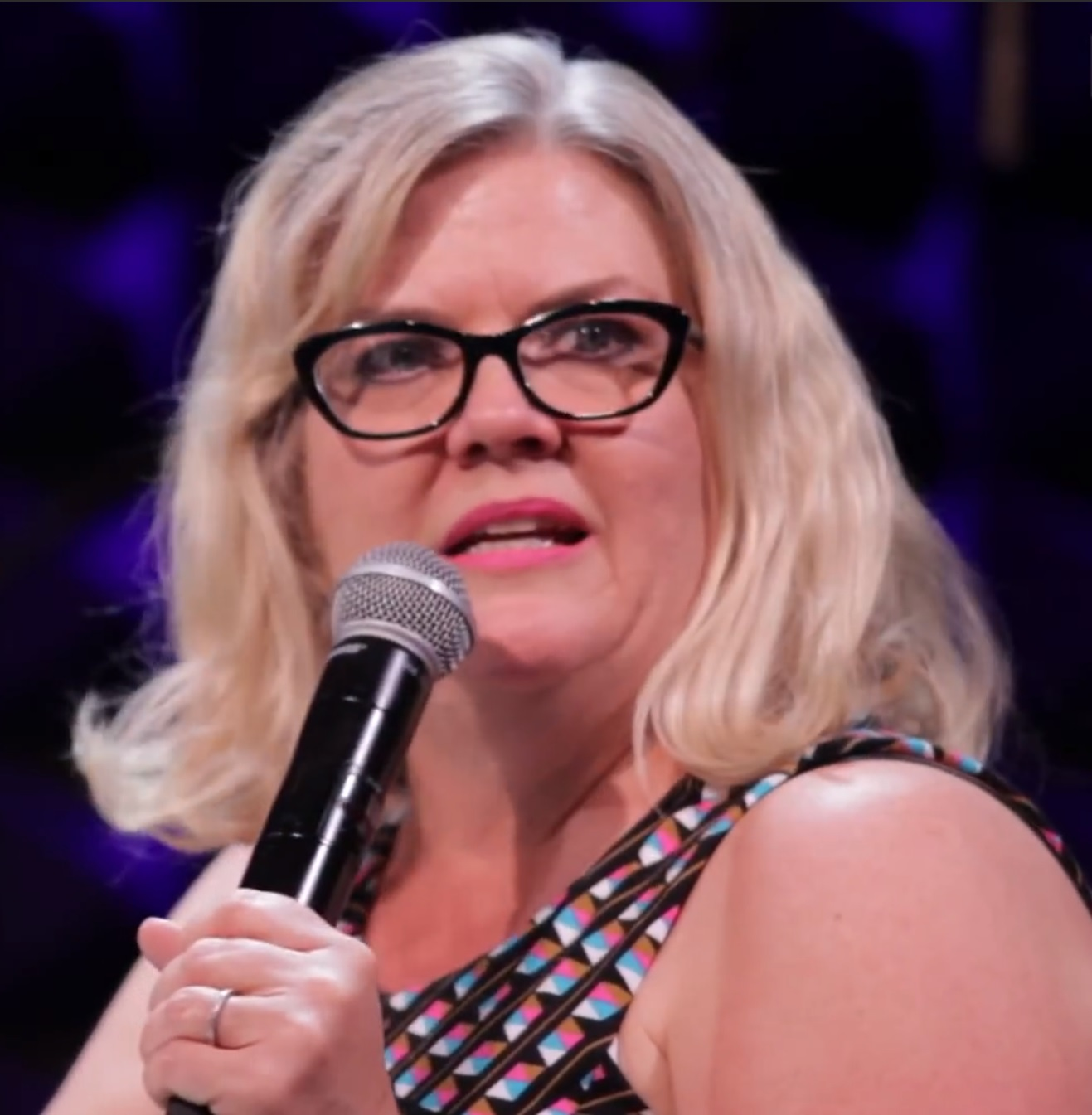
"Floyd" foi o primeiro episódio de 30 Rock cujo guião foi escrito por Paula Pell.

"Floyd" é o 16.° episódio da quarta temporada de 30 Rock. As suas filmagens decorreram a 27 de Janeiro e 3 de Fevereiro de 2010 nos Estúdios Silvercup, lugar em Manhattan, Cidade de Nova Iorque, onde 30 Rock é normalmente filmado. O episódio foi realizado por Millicent Shelton, sua segunda vez a trabalhar na realização de um episódio de 30 Rock, e teve o seu enredo redigido por Paula Pell, na sua primeira vez a receber um crédito pelo guião de um episódio da série. Pell, que também assumia a função de produtora da temporada, havia também participado de 30 Rock em "Greenzo", "Kidney Now!" e "Season 4" como a personagem Paula Hornberger, esposa de Pete, interpretado por Scott Adsit. "Floyd" também contou com participações especiais de Meredith Vieira, Lester Holt, Kathie Lee Gifford e Hoda Kotb, todos eles correspondentes do programa de televisão Today. No episódio, Vieira apresenta Floyd e a sua noiva, Kaitlin, como finalistas que competem para que o seu casamento seja apresentado no Today. Kaitlin foi desempenhada por Kristin McGee, que embora voltaria ao seriado para desempenhar esta personagem em mais dois episódios, já havia participado como uma figurante em "Sun Tea". Imagens de arquivo do político e empresário Donald Rumsfeld foram também exibidas em "Floyd".
O comediante Jason Sudeikis, ex-integrante do elenco do programa de televisão humorístico Saturday Night Live (SNL), fez uma participação especial em "Floyd", a sua décima como Floyd DeBarber, e segunda na temporada. O SNL, programa no qual Tina Fey — criadora, co-showrunner, produtora executiva, argumentista-chefe e estrela de 30 Rock — foi argumentista-chefe entre 1999 e 2006, tem muitas conexões com 30 Rock. 30 Rock é muitas vezes visto como um reflexo cómico do SNL, e Liz Lemon como uma versão ficcionada de Fey, encarnando as dificuldades de liderar um programa cómico num ambiente dominado por homens, tal como o seu papel na vida real no SNL. Vários outros ex-alunos do SNL já desempenharam papéis importantes ou fizeram participações especiais em 30 Rock, tais como Fred Armisen, Jimmy Fallon, Siobhan Fallon Hogan, Will Ferrell, Will Forte, Gilbert Gottfried, Bill Hader, Jan Hooks, Julia Louis-Dreyfus, Tim Meadows, Bobby Moynihan, Amy Poehler, Rob Riggle, Horatio Sanz, Molly Shannon, Jason Sudeikis, e Kristen Wiig. Tanto Tracy Morgan como Fey já integraram o elenco do SNL, com Fey tendo sido ainda a primeira apresentadora feminina do segmento Weekend Update. Além disso, membros da equipa de 30 Rock já trabalharam no SNL, como: John Lutz, argumentista entre 2003 a 2010; Beth McCarthy-Miller, realizadora entre 1995 e 2006; e Steve Higgins, argumentista e produtor de 1995 a 2009. Alec Baldwin, apesar de nunca ter integrado o elenco do SNL, detém o recorde de ser o anfitrião do programa por mais vezes, com dezassete vezes.

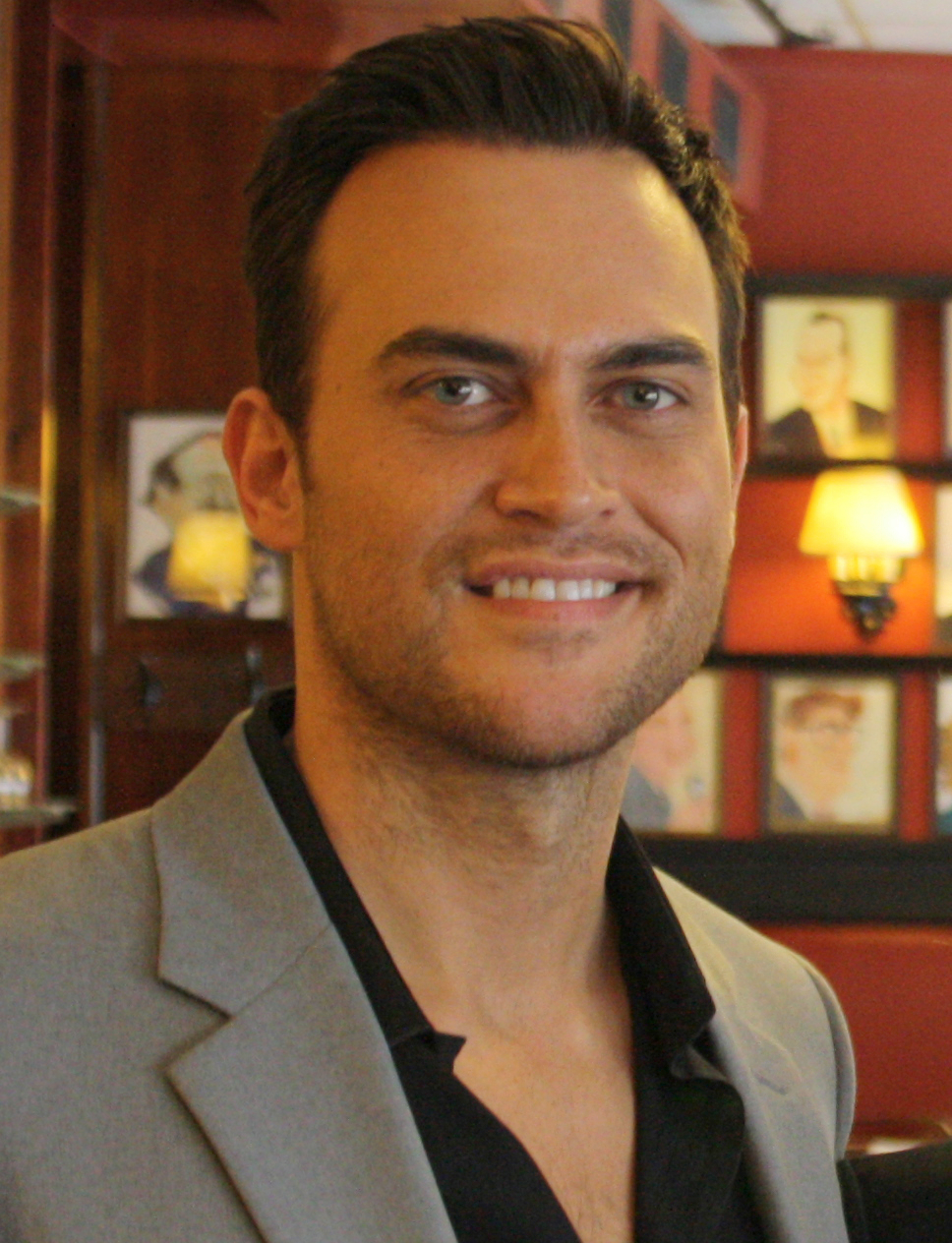
"Floyd" marcou a quinta participação de Cheyenne Jackson em 30 Rock.

"Floyd" marcou a quinta participação do ator Cheyenne Jackson em 30 Rock, intérprete de Jack "Danny" Baker, o novo membro do elenco do TGS with Tracy Jordan (TGS). No episódio, Danny é nomeado para um Prémio Juno, o suposto equivalente canadiano dos Prémios Grammy, por ter gravado uma canção motivacional para a equipa de hóquei Ottawa Senators. Esta canção, composta por Jeff Richmond — compositor musical e produtor executivo de 30 Rock, e ainda esposo de Tina Fey, criadora do seriado — foi interpretada no episódio por Jackson, que é um cantor profissional e já cantou temas em peças de teatro da Broadway. Numa entrevista ao jornal The New York Times, o ator revelou que a canção era "na verdade um pouco mais longa," com um vídeo musical completo que incluía um segmento de apelo e resposta ao povo da Nova Escócia, mas que foi cortado por falta de tempo. Em "Floyd", enquanto lamenta a sua situação complicada com Floyd, Liz canta brevemente uma canção fictícia que imagina que o cantor Christopher Cross escreveria sobre a sua história de amor com Floyd. As letras cantadas por Liz foram "All my days I've been waiting, for you to come back home. Moonlight of New York City." Embora esta canção imaginada não entre na série, o próprio Cross estendeu e produziu-a integralmente, e a mesma viria mais tarde a ser incluída no álbum da banda sonora de 30 Rock. Como forma de agradecimento, os argumentistas do seriado homenagearam o artista nomeando o último namorado e eventual marido de Liz Criss Chros.
Judah Friedlander, intérprete do argumentista Frank Rossitano em 30 Rock, é conhecido pela sua coleção de chapéus de camionista adornados com vários slogans, frases e palavras. Esta caraterística não é apenas um adereço aleatório, mas sim uma parte integrante da personalidade de Frank e do humor da série. Segundo Friedlander, ele desenha e cria estes chapéus pessoalmente, tendo originado chapéus suficientes para usar um diferente em cada cena de 30 Rock, o que se traduz em cerca de três chapéus por episódio. O conteúdo dos chapéus de Frank reflete frequentemente a sua personalidade sarcástica, interesses peculiares ou referências à cultura popular. Alguns exemplos notáveis incluem erros ortográficos, frases nostálgicas e afirmações bizarras que dão uma ideia do carácter de Frank antes mesmo de ele falar. Ocasionalmente, os chapéus são incorporados no enredo, acrescentando uma camada extra de comédia. A personalidade de Friedlander na vida real também envolve o uso de chapéus semelhantes durante as suas atuações de comédia stand-up. Muitas vezes, ostenta nesses chapéus títulos ou capacidades ultrajantes, como "Campeão do Mundo" em diversas línguas, o que contrasta humoristicamente com o seu comportamento descontraído. Em "Floyd", Frank usa bonés que leem "Sort of Loaded", "Free Parking" e "Tow Away Zone." Além disso, depois de tomar conhecimento das fugas tóxicas no edifício, na cena na qual tanto Frank como James "Toofer" Spurlock e Lista de personagens de 30 Rock#Lutz"J. D. Lutz precisam se despir, Frank diz: "Tanto da minha vida foi desperdiçado a criar chapéus!"

## Enredo
Liz Lemon (Tina Fey) recebe um telefonema surpresa de Floyd DeBarber (Jason Sudeikis), seu ex-namorado, que lhe informa acerca de uma visita à Cidade de Nova Iorque e convida-a para um jantar. Ela começa a ter esperança de que os dois possam voltar a ficar juntos, no entanto, enquanto assiste ao programa Today na televisão, descobre que ele está prestes a se casar com Kaitlin (Kristin McGee). Jack Donaghy (Alec Baldwin), amigo e patrão de Liz, aconselha-a a não tentar se vingar. Porém, Liz convida Floyd para ir a um restaurante de marisco onde teve uma intoxicação alimentar em três ocasiões diferentes. Floyd, um alcoólico em recuperação, embebeda-se com o molho de peixe à base de uísque, sem tomar conhecimento de que o mesmo continha álcool. Como consequência, fica agitado e começa a discutir com Liz depois dela revelar que o molho continha álcool. Depois de Floyd a insultar, Liz abandona o restaurante. No dia seguinte, ainda bêbado, ele aparece no Today e recusa-se a sair do edifício dos Estúdios da NBC. Liz pede desculpas a Floyd e a Kaitlin por o ter embebedado. Eles aceitam o pedido de desculpas e Kaitlin pede a Liz que participe do seu casamento, o que ela aceita.
Ao mesmo tempo, invejosos da publicidade que Jack "Danny" Baker (Cheyenne Jackson) está a receber depois de ter sido nomeado para um Prémio Juno, os argumentistas Frank Rossitano (Judah Friedlander), James "Toofer" Spurlock (Keith Powell) e J. D. Lutz (John Lutz) imprimem uma entrevista falsa e embaraçosa do jornal New York Times com ele e fazem-na circular por todo o edifício da NBC. Danny traz o artigo perturbador a Jack, mas este rapidamente descobre que a tripla de argumentistas era responsável pelo mesmo, devido ao facto do nome do autor ser Seymour Nips. Para se vingarem deles, Jack e Danny enganam-nos para que pensem que o edifício foi invadido por um monstro e façam striptease em frente às bailarinas do TGS. No entanto, através de uma observação de Jack, a tripla descobre um código secreto da sociedade de partidas Twig and Plums a qual Jack pertencia quando frequentava a Universidade de Princeton. Frank percebe que pode usar isso para o manipular, o que funciona, forçando Jack a abandonar qualquer sala onde estiver sempre que o código é dito. Como resultado, Jack ameaça dormir com a mãe de Frank e promete encontrar também as mães de Toofer e Lutz, o que os leva a abrandarem as suas partidas.
Simultaneamente, para manter Jenna Maroney (Jane Krakowski) e Tracy Jordan (Tracy Morgan) distraídos da fanfarronice de Danny, Pete Hornberger (Scott Adsit) manda-os para o departamento de maquilhagem para fazerem impressões faciais em gesso, enquanto o estagiário Kenneth Parcell (Jack McBrayer) conversa com eles. Como resultado, Jenna e Tracy são atormentados por sonhos eróticos que envolvem Kenneth e, para deixarem de os ter, decidem ficar acordados para sempre. Todavia, como isso não funciona, decidem matar Kenneth nos seus sonhos. Uma noite, acreditando estarem a sonhar, os dois atacam Kenneth. Ao ver isto, Pete diz-lhes que estão bem acordados e que já é de manhã, o que faz com que Jenna e Tracy se apercebam que dormiram a noite toda sem sonhar com Kenneth, e pedem desculpas ao estagiário.
O episódio termina com Pete a repreender Tracy e Jenna pelo seu mau comportamento, e os dois desculpam-se, prometendo portar-se bem. Quando estão prestes a cantar uma canção de agradecimento a Pete, ele acorda no seu escritório, percebendo que aquele momento aconteceu apenas num sonho. É neste momento que Kenneth chega e revela-se que Pete estava a ter um sonho erótico com Kenneth e Liz. Não conseguindo despertar, ele grita horrorizado.